# بقرة بلجيكية زرقاء
البقرة البلجيكية العملاقة(بالإنجليزية: Belgian Blue bulls)‏ سلالة من الأبقار موطنة الاصلي بلجيكا منشأ هذه الأبقار يرجع للقرن التاسع عشر في بلجيكا نتيجة لتزاوج الماشية البلجيكية المحلية مع الأبقار البريطانية.

## التسمية
يعود أصل التسمية إلى إنتاج أول تضارب كان أزرق اللون

## الحجم
تمتاز هذه الأبقار بحجمها الهائل واحتواء جسمها على كتل عضلية ضخمة والذي دفع تجار اللحوم إلى الإسراع في إنتاجها.

## دراسة
يعتقد أن إنتاج الأبقار البلجيكية العملاقة حدث لطفرة طبيعية في جيناتها المسؤولة عن تنظيم البروتين الذي ينظم بدوره نمو العضلات حيث تؤدي هذه الطفرة إلى نمو متسارع في حجم العضلات.
والمثير في الأمر أن عملية إنتاج هذا النوع من البقر لا تدخل فيها أي محفزات هرمونية أو كيميائية.